# Liste der Monuments historiques in Usson-du-Poitou
Die Liste der Monuments historiques in Usson-du-Poitou führt die Monuments historiques in der französischen Gemeinde Usson-du-Poitou auf.

## Liste der Bauwerke
| Bezeichnung              | Beschreibung                          | Standort | Kennzeichnung | Schutzstatus | Datum | Bild           |
| ------------------------ | ------------------------------------- | -------- | ------------- | ------------ | ----- | -------------- |
| Kirche St-Pierre-St-Paul | Erbaut im 12. Jahrhundert             | (Lage)   | PA00105749    | Classé       | 1907  | weitere Bilder |
| Logis de la Guéronnière  | Herrenhaus, erbaut im 17. Jahrhundert | (Lage)   | PA86000038    | Inscrit      | 2009  |                |

## Liste der Objekte
- Monuments historiques (Objekte) in Usson-du-Poitou in der Base Palissy des französischen Kultusministeriums